# Епархия Суассона

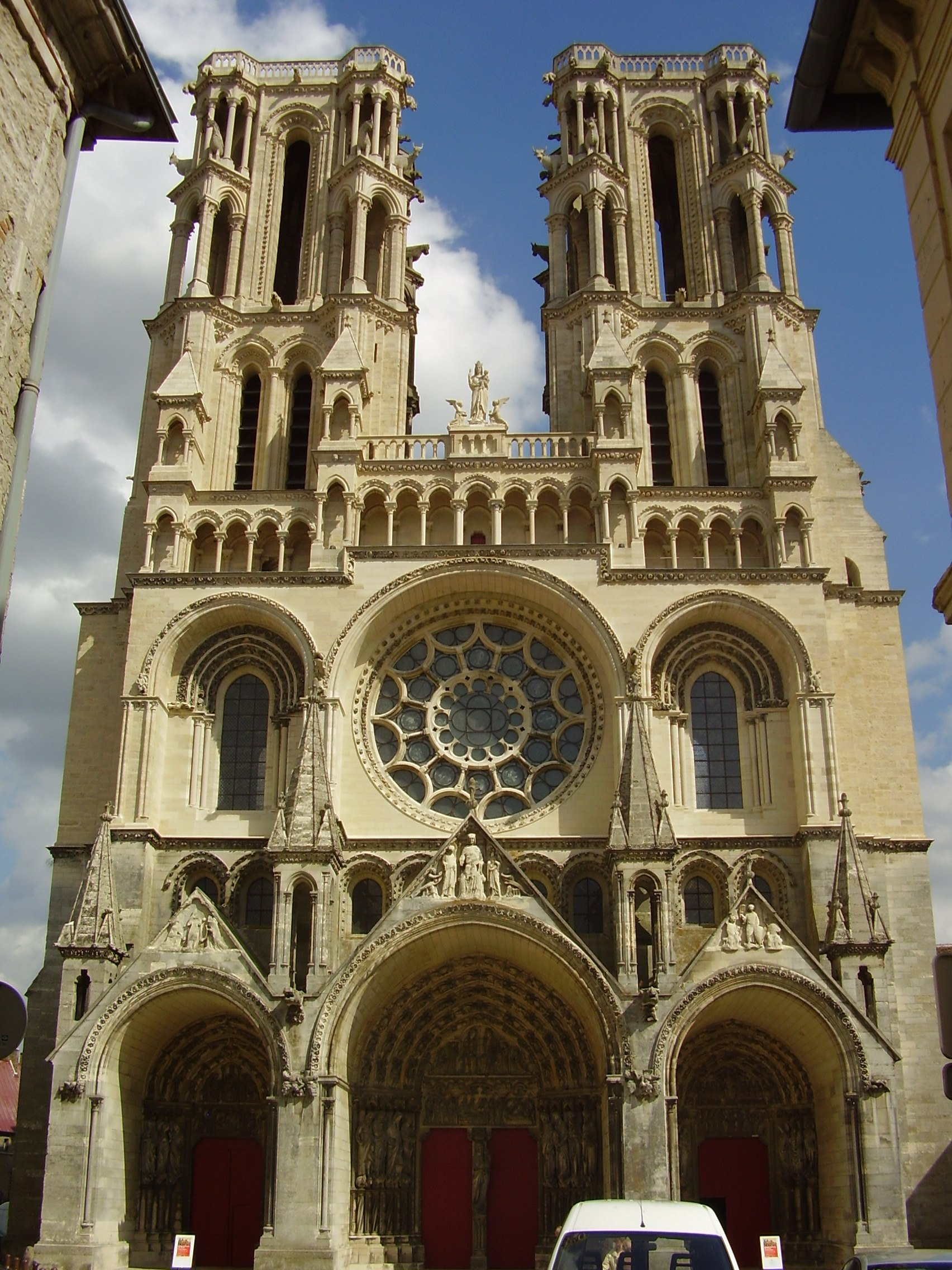
Собор Нотр Дам де Лаон

Епархия Суассона (лат. Dioecesis Suessionensis (Laudunensis et Sanquintinensis), фр. Diocèse de Soissons) — епархия в составе архиепархии-митрополии Реймса Римско-католической церкви во Франции. В настоящее время епархией управляет епископ Эрве Жиро. Почётный епископ — Марсель-Поль Эррьо.
Клир епархии включает 100 священников (89 епархиальных и 11 монашествующих священников), 18 диаконов, 13 монахов, 106 монахинь.
Адрес епархии: 17 rue des Deportes et Fusilles, B.P. 95, 02203 Soissons CEDEX, France.

## Территория
В юрисдикцию епархии входит 43 прихода в департаменте Эна во Франции.
Кафедра епископа находится в городе Суассон в церкви Святых Гервасия и Протасия. В городе Лаон находится собор упраздненной одноимённой епархии, освященный в честь Пресвятой Девы Марии.

## История
Кафедра Суассона была основана в III веке, и в начале являлась епископством-суффраганством митрополии Реймса.
В средние века в Суассоне прошло несколько поместных соборов под председательством королей из династии Каролингов.
Епископы Суассона имели привилегию помазывать королей Франции во время коронации, если кафедра Реймса в это время была вакантной.
После конкордата 1801 года буллой Qui Christi Domini Папы Пия VII от 29 ноября 1801 года епархия Суассона вошла в состав церковной провинции архиепархии Парижа; в состав епархии также вошла территория упраздненной епархии Лаона и часть территории упраздненной епархии Нойона.
6 октября 1822 года буллой Paternae charitatis того же Папы Пия VII епархия Суассона вернулась в состав митрополии Реймса.
13 июня 1828 года Папа Лев XII позволил епископам Суассона носить также титул епископов Лаона, а 11 июня 1901 года Папа Лев XIII и титул епископов Сен-Квентена, города, в котором некогда находилась резиденция епископов Нойона.

## Ординарии епархии
- святой Сикст (290);
- святой Синик (III/IV век);
- святой Дивициан (III/IV век);
- Руфин (III/IV век);
- Филиан (III/IV век);
- Меркурий (344—346);
- святой Онисим I (361);
- Викентий (IV/V век);
- Луберан (IV/V век);
- Онисим II (IV/V век);
- святой Эдиб (451);
- святой Принципий (474—511);
- святой Луп (533);
- святой Бандри (545);
- Анектарий (573);
- Тибо I (VI век);
- Дроктигизиль (589);
- Тондульф (VI/VII век);
- Ландульф (VI/VII век);
- святой Ансери (614 — 16.05./07.10.652);
- Беттолен (упоминается в 656);
- святой Драузин (658 — 05.03.676);
  - Варемберт (677—678) — антиепископ;
- святой Адальберт (680—684);
- святой Гаудин (704 — 11.02.707);
- Макарий (VIII век);
- Галькоин (упоминается в 737);
- Гобальд (VIII век);
- Губерт (Герарберт) (VIII век);
- Мальдаберт (VIII век);
- Деодат I (744—752);
- Хильдегод (765—800);
- Ротад I (802—831);
- Бертарий (IX век);
- Ансалон (IX век);
- Ротад II (833—869);
  - Энгельмонд (862—864) — антиепископ;
- Хильдебод (871—884);
- Рикульф (889—902);
- Родоин (908);
- Аббон (909 — 21.06.937);
- Ги д’Aнжу (937—972);
- Ги д’Aмьен (972—995);
- Фульк (996 — 06.08.1019);
- Деодат II (1019 — 31.12.1020);
- Бероль (1021 — 27.10.1052);
- Эддо (1053 — 21.06.1063);
- Аделар (1064—1072);
- Тибо II де Пьерфон (1072—1080);
- Урсион (1080—1081);
- Святой Арнольд Суассонский (1081 — 15.08.1082);
- Ингельрам (упоминается в 1084);
- Ильго (1084—1087);
- Анри (1088—1090);
- Юг де Пьерфон (1093 — 30.01.1103);
- Манассе де Суассон (1103 — 01.03.1108);
- Лизьяр де Крепи (1108 — 18.10.1126);
- Жослен де Вьерзи (1126 — 24.10.1152);
- Анскуль де Пьерфон (1152 — 19.09.1158);
- Юг де Шанфлёри (1159 — 04.09.1175);
- Нивелон I де Кьерзи (1176 — 14.09.1207);
- Эмар де Провен (1208 — 20.05.1219);
- Жак де Базош (1219 — 08.07.1242);
- Рауль де Кудюно (1244 — 06.12.1245);
- Ги де Шато-Порсьен (1245—1250);
- Нивелон II де Базош (08.01.1252 — 10.02.1262);
- Милон де Базош (1262 — 24.09.1290);
- Жерар де Монкорне (23.03.1292 — 1296);
- Ги де Ла Шарите (30.07.1296 — 08.07.1313);
- Жерар де Куртонн (27.08.1313 — 27.10.1331);
- Пьер де Шап (13.11.1331 — 1349);
- Гильом Бертран де Коломбье (31.10.1349 — 15.05.1362);
- Симон де Бюси (10.06.1362 — 14.10.1404);
- Виктор де Камерен (20.10.1405 — 13.01.1414) — августинец-еремит;
- Николя Гребер (11.02.1414 — 1422);
- Рено де Фонтен (08.01.1423 — 05.09.1442);
- Жан Миле (15.02.1443 — 01.04.1503);
- Клод де Лувен (24.04.1503 — 18.08.1514) — назначен епископом Систерона;
- Фуко де Бонваль (18.08.1514 — 01.07.1528) — назначен епископом Базаса;
- Сенфорьен де Бюлльу (01.07.1528 — 05.01.1534);
- Матьё де Лонгжу (06.02.1534 — 06.09.1557);
- Шарль де Руси (15.12.1557 — 06.10.1585);
- Жером Эннекен (17.08.1587 — 10.03.1619);
- Шарль де Аквиль (12.08.1619 — 27.02.1623);
- Симон Легра (16.09.1624 — 28.10.1656);
- Шарль де Бурлон (28.10.1656 — 26.10.1685);
- Пьер-Даниель Юэ (13.11.1685 — 1691) — избранный епископ, назначен епископом Арваншеза;
- Фабьо Брюлар де Сийери (21.01.1692 — 20.11.1714);
- Жан-Жозеф Ланге де Жержи (29.05.1715 — 09.04.1731) — назначен архиепископом Санса;
- Шарль-Франсуа Лефевр де Лобриер (17.12.1731 — 25.12.1738);
- Франсуа Фитцджеймс (04.05.1739 — 19.07.1764);
- Анри-Жозеф-Клод де Бурдей (17.12.1764 — 1801);
- Жан-Клод Леблан де Больё (09.04.1802 — 14.09.1820);
- Гийом-Обен де Вийель (08.07.1820 — 22.10.1824) — назначен архиепископом Буржа;
- Жюль-Франсуа де Симони (22.10.1824 — 31.05.1847);
- Поль-Арман-Игнас-Анаклет Кардон де Гарсиньи (18.11.1847 — 06.12.1860);
- Жан-Жозеф Кристоф (11.12.1860 — 10.08.1863);
- Жан-Пьер-Жак Дур (16.10.1863 — 14.02.1876);
- Одон Тибодье (20.04.1876 — 03.02.1889) — назначен архиепископом Камбре;
- Жан-Батист-Теодор Дюваль (28.08.1889 — 23.08.1897);
- Огюстен-Виктор Дерамкур (22.03.1898 — 16.09.1906);
- Пьер-Луи Пешнар (22.12.1906 — 27.05.1920);
- Шарль-Анри-Жозеф Бине (16.06.1920 — 31.10.1927) — назначен архиепископом Безансона;
- Эрнест-Виктор Менше (02.03.1928 — 02.07.1946);
- Пьер-Огюст-Мари-Жозеф Дуйар (17.02.1947 — 22.05.1963);
- Альфонс-Жерар Банварт (22.05.1963 — 13.02.1984);
- Даниель-Камиль-Виктор-Мари Лабий (16.02.1984 — 25.03.1998) — назначен епископом Кретейя;
- Марсель Поль Эрьо (29.04.1999 — 22.02.2008);
- Эрве Жиро (22.02.2008 — 2015).
- Рено де Диншен (с 2015)

## Статистика
На конец 2010 года из 548 017 человек, проживающих на территории епархии, католиками являлись 397 187 человек, что соответствует 72,5 % от общего числа населения епархии.
| год  | население | население | население | священники | священники        | священники         | священники                           | постоянные диаконы | монахи  | монахи  | приходы |
| год  | католики  | всего     | %         | всего      | белое духовенство | черное духовенство | число католиков на одного священника | постоянные диаконы | мужчины | женщины | приходы |
| ---- | --------- | --------- | --------- | ---------- | ----------------- | ------------------ | ------------------------------------ | ------------------ | ------- | ------- | ------- |
| 1948 | 423.000   | 453.000   | 93,4      | 507        | 481               | 26                 | 834                                  |                    | 44      | 515     | 578     |
| 1970 | ?         | 526.346   | ?         | 399        | 375               | 24                 | ?                                    |                    | 39      | 422     | 578     |
| 1980 | 453.000   | 537.000   | 84,4      | 308        | 297               | 11                 | 1.470                                |                    | 30      | 364     | 578     |
| 1990 | 479.000   | 563.000   | 85,1      | 214        | 205               | 9                  | 2.238                                |                    | 14      | 291     | 577     |
| 1999 | 450.000   | 537.259   | 83,8      | 152        | 143               | 9                  | 2.960                                | 7                  | 9       | 222     | 43      |
| 2000 | 430.000   | 535.842   | 80,2      | 147        | 138               | 9                  | 2.925                                | 7                  | 10      | 207     | 43      |
| 2001 | 425.000   | 535.489   | 79,4      | 135        | 126               | 9                  | 3.148                                | 10                 | 9       | 175     | 43      |
| 2002 | 410.000   | 535.489   | 76,6      | 127        | 119               | 8                  | 3.228                                | 10                 | 10      | 173     | 43      |
| 2003 | 405.000   | 535.489   | 75,6      | 123        | 114               | 9                  | 3.292                                | 10                 | 11      | 161     | 43      |
| 2004 | 390.000   | 535.489   | 72,8      | 116        | 109               | 7                  | 3.362                                | 10                 | 8       | 166     | 43      |
| 2010 | 397.187   | 548.017   | 72,5      | 100        | 89                | 11                 | 3.971                                | 18                 | 13      | 106     | 43      |